# 慈云寺和瑞光塔
慈云寺和瑞光塔，位于中国广西壮族自治区富川瑶族自治县富阳镇瑞光公园内，为一个省级文物保护单位，类型为古建筑，为第六批广西壮族自治区文物保护单位，公布时间为2009年5月4日。
慈云寺和瑞光塔的历史年代为清。